# Sender Tuttlingen (Witthohsteige)
Der Sender Tuttlingen (Witthohsteige) ist eine Senderanlage auf dem Witthoh in Tuttlingen. Er befindet sich auf dem Witthoh, etwa zwei Kilometer südlich der Tuttlinger Innenstadt.
Von hier aus wird die Stadt Tuttlingen mit aktuell einem UKW Programm versorgt.

## Frequenzen und Programme

### Analoges Radio (UKW)
Beim Antennendiagramm sind im Falle gerichteter Strahlung die Hauptstrahlrichtungen in Grad angegeben.
| Frequenz (MHz) | Programm                        | RDS PS | RDS PI | Regionalisierung | ERP (kW) | Antennen- diagramm rund (ND) / gerichtet (D) | Polarisation horizontal (H) / vertikal (V) |
| -------------- | ------------------------------- | ------ | ------ | ---------------- | -------- | -------------------------------------------- | ------------------------------------------ |
| 107,6          | antenne 1 Neckarburg Rock & Pop | -      | -      | -                | 0,1      | D (230°-90°)                                 | H                                          |